# Steadicam

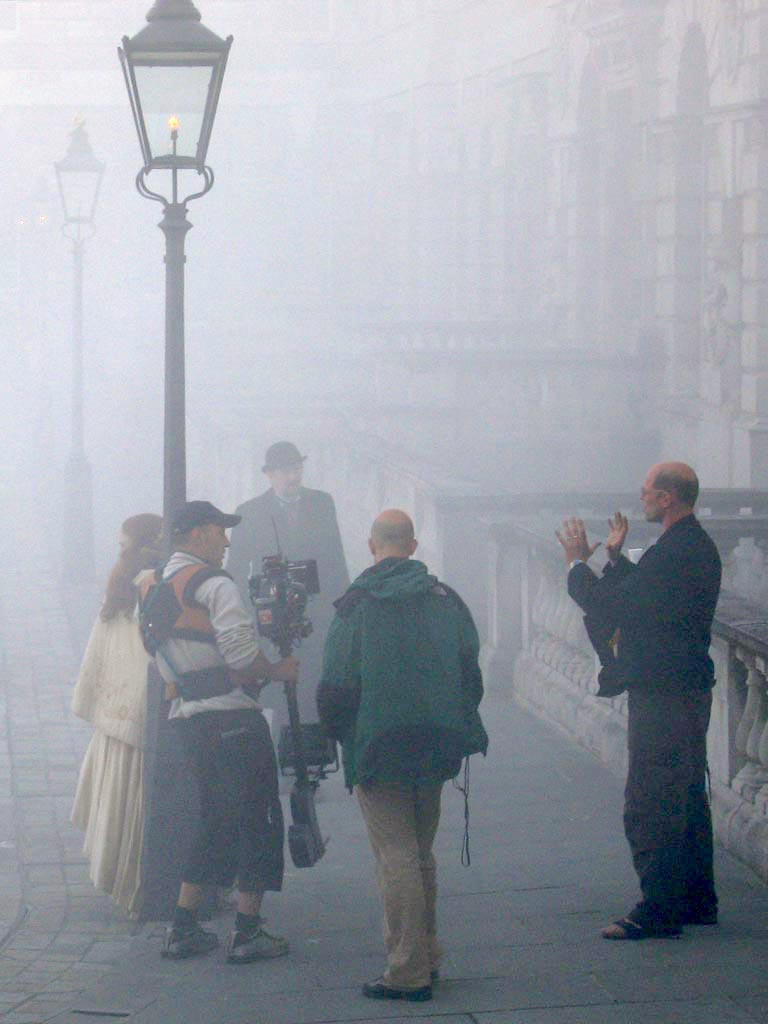
Un operador steadicam en el rodatge d'un telefilm

L'steadicam és el nom comercial del primer sistema d'estabilització per càmeres de cinema i televisió permetent la presa de vistes al vol, en tràvelings versàtils, gràcies a un enginyós sistema d'arnès i d'un braç articulat.
Consisteix en un sistema de suspensió i braç recte amb un suport per la càmera i un sistema de contrapesos. Aquest també es pot complementar amb un braç isoelàstic adosat a una armilla o un body que serveix per a augmentar el temps d'utilització per a preses llargues, ja que el pes es trasllada dels braços de l'operador als seus malucs.
Els sistema permet portar la càmera lligada al cos de l'operador de càmera mitjançant l'arnés. Compensa els moviments de l'operador i d'aquesta manera l'operador pot caminar o córrer tot guardant una imatge estable i realitzar tràvelings lliurement així com panoràmiques, sense tocar el sòl (rails, carretó...). Permet entre d'altres: llargs seguiments, pujades d'escala, passeigs en terreny accidentat, etc. A més a més, permet el rodatge d'imatges similars al punt de vista subjectiu del personatge.
Steadicam és una marca registrada que pertany actualment a The Tiffen Company. Hi ha altres fabricants que comercialitzen estabilizadors basats en el mateix funcionament. El mot 'steadicam' s'utilitza informalment per designar el sistema d'estabilització en genèric, independentment del seu fabricant.

## Història
El Steadicam va ser inventat per Garrett Brown el 1972 com un sistema per pal·liar els moviments indesitjats de l'operador i així suavitzar i estabilitzar les imatges, i després perfeccionat. Al principi se'l va anomenar Brown's stabiliser (l'estabilitzador de Brown), i consistia en una perxa horitzontal. Va ser aleshores quan Brown va afegir-en el punt el famós braç de molla i l'arnès corpori que permeten transposar una gran part del pes del conjunt càmera/mànec de l'esquena i les espatlles de l'operador.
Un cop a punt el seu prototip, Brown va proposar a Ed Di Guilio, aleshores l'amo de Cinema Products, que va quedar impressionat per les imatges filmades per l'operador en una projecció a Deluxe. Va signar immediatament amb ell un acord de desenvolupament.
Una vegada l'aparell va ser a punt, Garrett Brown l'experimentà en publicitat i va ser després quan li arriba el torn al cinema. Es va fer amb la pel·lícula Bound for glory de Hal Ashby l'any 1976, on es pot obervar el primer pla-seqüència rodat per Brown proveït de la seva invenció. L'ús de la steadicam amb aquest objectiu va ser tota una revolució que va sorprendre els especialistes de la matèria d'aquell moment. Aquell mateix any es va utilitzar amb Rocky de John G. Avildsen i Marathon Man de John Schlesinger que van iniciar l'ús generalitzat d'aquest invent.
Vindrà llavors la pel·lícula The Shining de Stanley Kubrick el 1980, on Kubrick en farà una utilització privilegiada permetent llavors la vertadera envolada comercial de l'aparell.
Garrett Brown va guanyar un Oscar tècnic el 1978 per a la seva invenció, que s'ha convertit en part integrant de la "maquinària cinematogràfica", igual que la Dolly o la Louma.

## Mecànica del steadicam
El steadicam està compost de tres parts diferents :
- Un arnès corporal (Vest )
- Un braç mecànic (Arm )
- Un muntant tubular (Post) dotat d'un suport per a la càmera, d'un cardan (Gimbal ) posicionat prop del centre de gravetat del conjunt, d'un monitor i de bateries situades en la part inferior. El conjunt de les tres parts s'anomena  Rig .

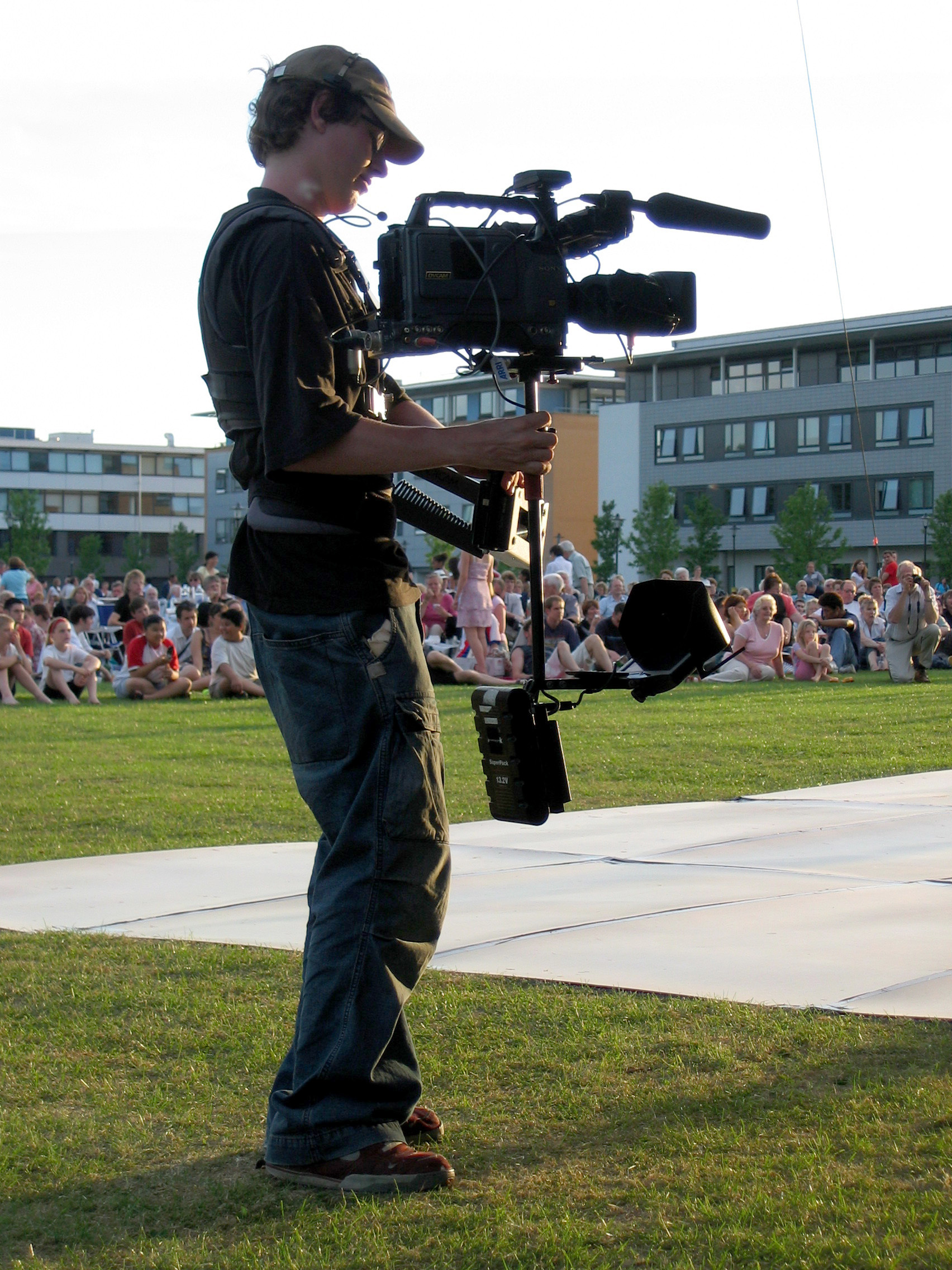
Aquest steadicam inclou una bateria i un monitor LCD

El principi de base del steadicam és centrat sobre l'Sled  i el braç : la càmera és fixada sobre un suport previst a aquest efecte, al dalt del Post. A la seva base es troben la batería i el monitor, que, a manera de contrapès permeten apropar el centre de gravetat del conjunt del  post  al centre axial del Gimbal .
L'sled ve a fixar-se sobre l'arm i transposa el pes del conjunt sobre l'arnès per un sistema complex de politges, cables d'acer i de molles (Garrett Brown s'hauria inspirat en una làmpada d'arquitecte per concebre-ho). Actualment existeixen braços amb una mecànica de menor complexitat i igual o major eficàcia basats en dues úniques molles prescindint totalment de politges i cables, alleugerint el pes. El mateix arnès és fixat al voltant de les espatlles, dels malucs i de l'esquena de l'operador, per repartir equitativament el pes sobre tot el cos, però l'esquena continua sent la part del cos on es concentra la major part del pes.
Gràcies a aquest procediment, l'operador obté una gran mobilitat de moviments i la imatge continua sent estable sigui quina sigui la superfície on opera. Tanmateix, el maneig del steadicam continua sent complex, i només un operador experimentat i entrenat podrà obtenir imatges perfectament fluides.

## Plans cèlebres
Molts plans han aportat al steadicam el seu renom actual. Es tracta principalment de plans-seqüències :
- Bound fur glory (Hal Ashby, 1976); operador : Garrett Brown. Es tracta del primer pla-seqüència de la història del steadicam, que dura aproximadament 4 minuts. El pla comença sobre una grua Titan, que baixa per deixar Brown sobre els passos de l'actor principal David Carradine, que travessa una multitud de 900 figurants.
- The Shining (Stanley Kubrick, 1980); operador : Garrett Brown. Plans d'antològia que confirmen la fluïdesa dels moviments de l'aparell, com quan el jove Danny travessa l'hotel sobre el seu tricicle, o quan Wendy és perseguit per Jack a l'escala o la famosa persecució final al laberint.
- Brian De Palma va aportar molt a la història del steadicam, pels seus plans-seqüència complexos, sobretot en els següents :
  - La foguera de les vanitats (1990) : pla d'obertura, seguint el personatge de Peter Fallow (interpretat per Bruce Willis) als laberints del soterrani d'un hotel (operador: Larry McConkey)
  - Pulp Fiction (Quentin Tarantino, Palma d'Or 1994) : Llargs plans seguint (filmat de cara) Jules (Samuel L. Jackson) i Vincent (John Travolta) evolucionant en un llarg embolic de passadissos abans d'arribar davant la porta d'un apartament.
  - Snake Eyes (1998) : es tracta aquí d'un "fals" pla-seqüència, que en reagrupa de fet tres, en el moment de l'escena d'introducció
  - Mission to Mars (2000) : Dos plans-seqüència per presentar els principals protagonistes de la pel·lícula en l'escena d'introducció.
- Un dels nostres (Martin Scorsese, 1990) : Pla-seqüència que segueix la progressió de Henry Hill (Ray Liotta) i de la seva amiga Karen (Lorraine Bracco) dins d'un restaurant, des del carrer, travessant les cuines i unint-se a la seva taula (operador : Larry McConkey)
- L'arca russa (rus: Русский ковчег), (Aleksandr Sokurov, 2002) : La pel·lícula és un únic pla-seqüència de 96 minuts rodat amb steadicam, sense talls de més d'una hora i mitja, que deambula a través dels passadissos del museu de l'Ermitage. Per realitzar aquest pla, el director de fotografia alemany Tilman Büttner, que era cap-operador i el mateix operador steadicam de la pel·lícula, va utilitzar una càmera digital d'alta definició, que permet la gravació de la pel·lícula sobre disc dur. La càmera utilitzada va ser una Sony Cinealta de HD juntament amb un sistema de discs d'emmagatzematge sense compressió, que es portava darrere de l'operador de la steadicam per un assistent dins una motxilla especialment dissenyada amb un sistema de control i bateries.
- L'operador Mathias Mesa i el realitzador Gus Van Sant han fet servir l'steadicam per rodar la majoria dels plans-seqüència de les pel·lícules Gerry (2002), Elephant (2003) i Last Days (2005).[1]

## Estabilitzadors a l'abast de tothom

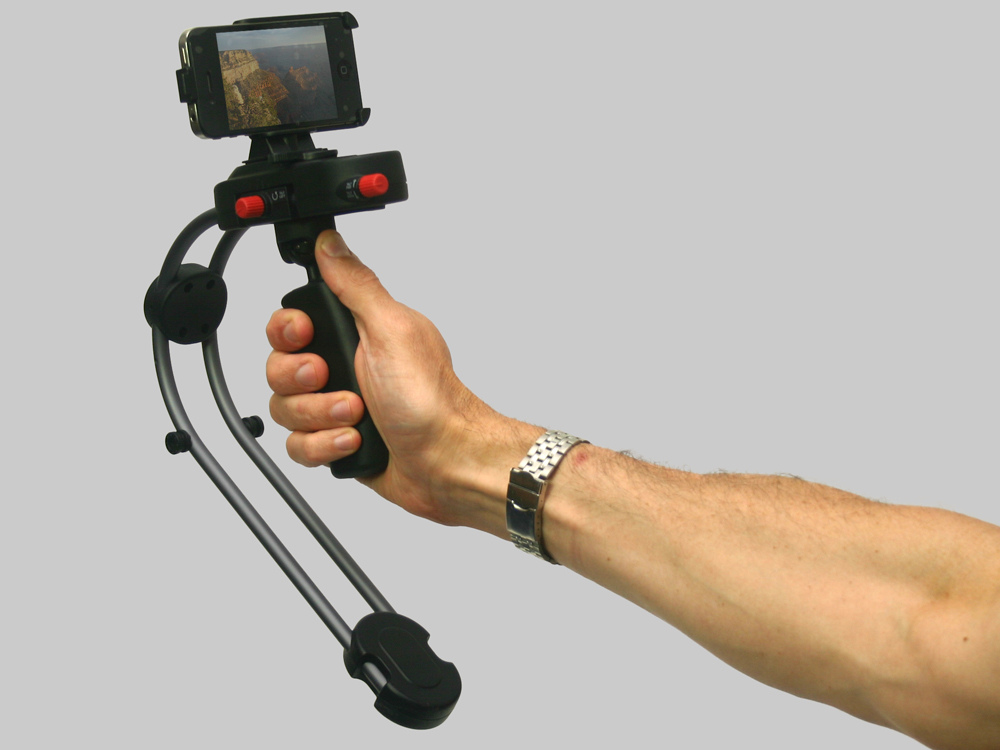
Steadicam "Volt" per a telèfons mòbils

Fins fa relativament poc temps era bastant difícil trobar estabilitzadors de càmera fora de les grans i mitjanes produccions majoritàriament a causa del seu elevat cost i la poca maniobrabilitat que oferien. Avui dia el mercat permet que particulars i petites productores disposin d'estabilitzadors de bona qualitat a preus bastant assequibles.
Aquest nou mercat "low cost" encara es troba en creixement, però ara per ara gira entorn dels estabilitzadors de "mà" o "gimbal" molt més senzills i versàtils que els seus predecessors i que a més s'adapten a les necessitats dels usuaris i la tecnologia de la qual aquests disposen com són els smartphones i les càmeres reflex.
Un exemple és l'steadicam Volt, dissenyat exclusivament per a smartphones tant Android com IOS. Aquest no funciona mecànicament mitjançant un giroscopi, sinó que incorpora una bateria que té una autonomia de 15 hores amb la que es duu a terme un calibratge electrònic sense retard i el desplaçament del dispositiu per un petit raïl que incorpora.

## Premis i reconeixements

### Premi de l'Acadèmia
- 1978 - Premis al Mèrit de l'Acadèmia - Atorgat a Garret Brown (The Cinema Products Corporation, Personal d'Enginyeria sota la supervisió de John Jurgens), per a la invenció i desenvolupament de la Steadicam.

### Societat Americana de Cinematògrafs
- 2001 - Premi del president, atorgat a Garret Brown.

### Societat d'operadors de càmera
- 2008 - Premi d'assoliment tècnic, atorgat a Garret Brown i compartit amb l'inventor Jerry Holway (The Tiffen Company) per al sistema de suport de càmera Ultra2 Steadicam.
- 1992 - Premi d'assoliment tècnic, atorgat a Garret Brown i compartit amb Ed Di Giulio (CEO Cinema Products) per al sistema estabilitzador de la càmera Steadicam.

### Steadicam Guild Life Achivement Award
- 2012 - The Steadicam Guild's Achievement Award, concedit a Garret Grown (inventor i operador de steadicam) per la seva invenció de la Steadicam i el seu treball d'operador de càmera en quasi 100 grans produccions cinematogràfiques.

### Nikola Tesla Satellite Award
- 2014 - Atorgat a Garret Brown per obtenir un assoliment visionari en la tecnologia cinematogràfica.[4]

## Altres estabilitzadors de càmera
- Glidecam: Està penada per a usos menys professionals que la steadicam, tot i que permet obtenir ua gran qualitat d'imatge. Basa el seu equilibri en un sistema de contrapesos i un balancí de precisió. Permet fer preses panoràmiques de 360° i inclinacions de més de 270°. Amb aquest tipus de càmeres s'aconsegueix suavitat en moviments tan complicats com córrer, anar de quatre grapes, caminar, etc.
- Bodycam: Com la resta de suports de càmera, la Bodycam permet reduir la inestabilitat en moviments tals com córrer o pujar escales. Destaca, però, que, a més a més d'això, ofereix la possibilitat d'ampliar els punts de vista, ja que permet una major mobilitat que la dolly (desplaçament de càmera).
- FlightStick: És un altre sistema estabilitzador similar als anteriors però aquest afegeix un pes a la part baixa del trípode i un monitor.
- Handyman: N'existeixen varis models depenent del volum i del pes de la càmera (Handyman 100, Handyman 1000, Handyman 1000c, Handyman 2000, Handyman Clip and go, Handuman DV i Handyman CN).
- Artemis by ARRI: Sachtler juntament amb Curt O. Shaller va llançar al mercat el 2001 el sistema d'estabilització per a càmeres Artemis.[5] Aquest va ser el primer sistema estabilitzador per a càmeres modular del món, així com els sistemes Artemis d'alta definició (HD) també van ser els primers estabilitzadors per a càmeres Full-HD. El Artemis Trinity-Sistem, desenvolupat per Curt O. Schaller juntament amb l'enginyer doctorat Roman Foltyn el 2015, va ser el primer en combinar un sistema d'estabilització mecànic i elèctric. L'abril de 2016 el sistema Artemis va ser adquirit per ARRI.
- Eemov: Eemov fabrica estabilitzadors assequibles destinats principalment per a cineastes independents. Els seus productes són lleugers i fàcils d'usar. Els models bàsics es poden complementar amb una pantalla LCD de color o la pantalla TFT, bateries, controls a distància i altres aplicacions.